# Хочу всё знать (киножурнал)
Хочу́ всё знать — советский и российский детский научно-популярный киножурнал, выпускавшийся раз в два месяца. Производитель до 2003 года — Центральная киностудия научно-популярных и учебных фильмов «Центрнаучфильм» (до 1966 года — «Моснаучфильм»). Производитель после 2003 года — киностудия «Центр национального фильма» («ОАО ЦНФ»). Производитель нового сериала «Хочу всё знать!» с 2021 года — продюсерский центр Киностудии имени М. Горького для видеосервиса компании Яндекс «КиноПоиск HD».
Видеожурнал «Хочу всё знать» в доступной форме рассказывал детям обо всём на свете: о загадках и тайнах Вселенной, об устройстве окружающего мира, о выдающихся научных открытиях и достижениях технического прогресса, о флоре и фауне Земного шара, о строении самого человека, о всевозможных природных явлениях. Каждый сюжет журнала был страничкой увлекательной энциклопедии, позволявшей юному зрителю найти ответ на, казалось бы, простой, но очень важный вопрос. Наряду с «классическими» вопросами о природе обычных вещей, окружающих нас («Зачем в лесу компас?», «Что такое кинотеатр?», «Почему в фонтане вода бьёт вверх?»), журнал освещал актуальные темы и отвечал на вопросы современных мальчишек и девчонок.
В отличие от телепередач, киножурнал чаще всего не имел ведущих в кадре.
В 2021 году киностудия имени М. Горького, филиалом которой является «Центрнаучфильм», возродила бренд в актуальном формате. Новая команда продюсерского центра киностудии теперь производит интернет-сериал «Хочу всё знать!». В первом сезоне 60 эпизодов по двенадцать минут. Cериал оформлен в стиле современной коллажной анимации. Он сохранил классическое построение выпуска: каждая серия состоит из трёх сюжетов на разные темы. На проекте работают научные редакторы. Сериал доступен по подписке на видеосервисе «КиноПоиск HD» с 1 июня 2021 года.

## Девиз киножурнала
Орешек знанья твёрд, но всё же

Мы не привыкли отступать!

Нам расколоть его поможет

Киножурнал «Хочу всё знать!»
Игорь Раздорский.

## Руководитель выпуска
- Борис Генрихович Долин. С 2005 года — Наталия Касьянова.
- Режиссёр — Виктор Евгеньевич Васильев.

## Создатели сериала «Хочу всё знать!» (перезапуск 2021 г.)
Генеральные продюсеры — Лика Бланк, Ольга Филипук, Асмик Мовсисян
Креативный продюсер — Анастасия Рыцина
Шеф-редактор и режиссёр — Алексей Егоров
Научный редактор — Иван Семёнов
Исполнительный продюсер — Иван Савельев
Арт-директор — Екатерина Жужлева
Авторы: Алексей Егоров, Юлия Бабурина, Ирина Воронкова, Алла Гугель, Александра Запоева, Дарья Котова, Надежда Кузнецова, Алла Ларионова, Олеся Ломакина, Наталья Ожогина, Дмитрий Павлов, Александр Пухов, Мария Фрейман
Диктор — Андрей Одинцов.

## История
Первый выпуск киножурнала вышел в свет в 1957 году. К началу 2003 года на Центральной киностудии научно-популярных и учебных фильмов «Центрнаучфильм» было создано 264 выпуска киножурнала. С 2003 по 2010 год киностудия «Центр национального фильма» выпустила ещё 71 киножурнал (с 265 по 336).
Руководитель проекта — Наталия Касьянова.
Весной 2020 года Киностудия имени М. Горького в своей стратегии развития до 2026 года анонсировала планы по возрождению киножурнала. 25 мая 2021 года стало известно, что новые серии киножурнала выйдут 1 июня 2021 года на сервисе «КиноПоиск HD». В новом сезоне 60 эпизодов.
В 2021 году Киностудия имени М. Горького, филиалом которой является «Центрнаучфильм», возродила бренд в актуальном формате. Новая команда продюсерского центра киностудии теперь производит интернет-сериал «Хочу всё знать!». В первом сезоне 60 эпизодов по 12 минут. Cериал оформлен в стиле современной коллажной анимации. Он сохранил классическое построение выпуска: каждая серия состоит из трёх сюжетов на разные темы. На проекте работают научные редакторы. Сериал доступен по подписке на видеосервисе «КиноПоиск HD» с 1 июня 2021 года.
Полностью обновлённая анимированная заставка теперь напоминает анимэ. Девочка катается на доске среди символов различных областей знаний, орех заменён на кристалл. Песню для заставки сочинила и исполнила певица Монеточка, музыку написал её муж и соавтор Виктор Исаев.

## Фестивали и призы
- 2009 — Диплом IV Международного фестиваля научно-популярного кино «Мир знаний» за большой вклад в благородное дело просвещения подрастающего поколения (Россия).
- 2010 — Всероссийский фестиваль визуальных искусств в ВДЦ «Орлёнок» (Россия)
- 2010 — Международный фестиваль телевизионных программ и фильмов «Золотой Бубен» (Россия)
- 2015 — XXIV Международный кинофорум «Золотой Витязь» Номинация «Анимационные фильмы» Диплом «За творческий вклад в просвещение молодёжи» — коллективу альманаха «Хочу всё знать» (Россия).[2]

## Список выпусков
Оригинал (1957—2015)
- № 1 (1957) — Борис Чирков представляет киножурнал, гейзеры на Камчатке, робот-черепаха, создание марок, бумажные боксеры
- № 2 (1957) — морские животные, вулканы, вспышки на солнце, исследование Антарктиды
- № 3 (1957) — революция 1917 года, собаки-космонавты, атомный ледокол «Ленин», киноаппарат «Мовиола»
- № 4 (1957) — ?
- № 5 (1958) — ?
- № 6 (1958) — вчера я был в планетарии
- № 7 (1958) — солнечная энергия, эксперименты над налимом, химия
- № 8 (1958) — ?
- № 9 (1959) — ?
- № 10 (1959) — ?
- № 11 (1959) — ?
- № 12 (1959) — ?
- № 13 (1960) — ?
- № 14 (1960) — ?
- № 15 (1960) — вода, костёр, плавание
- № 16 (1960) — ?
- № 17 (1961) — ?
- № 18 (1961) — ?
- № 19 (1961) — химический завод, модель прокатного стана, виноградники, моделирование ГЭС
- № 20 (1961) — ?
- № 21 (1961) — ?
- № 22 (1961) — ?
- № 23 (1962) — ?
- № 24 (1962) — ?
- № 25 (1962) — планета Марс, остров Визе
- № 26 (1962) — ?
- № 27 (1962) — ?
- № 28 (1962) — ?
- № 29 (1963) — вулкан, производство хлеба, плавательные пузыри рыбы
- № 30 (1963) — ?
- № 31 (1963) — земные оболочки, явление сверхпроводимости, космическая ракета
- № 32 (1963) — древние развалины Армении, носатая обезьяна кахау, пустыня Каракумы, полеты в космос
- № 33 (1963) — ?
- № 34 (1963) — световой луч
- № 35 (1964) — спички, выращивание овощей, обезьяны гамадрилы
- № 36 (1964) — предметы в темноте, лягушки, маятник Фуко, комбинированные съёмки
- № 37 (1964) — первопечатник И. Фёдоров, книжная гравюра, борьба
- № 38 (1964) — обитатели водоёмов, катер на воздушной подушке, кокосовые орехи, исследование морских глубин
- № 39 (1964) — металлургия, муравьи, электрический заряд, барабан
- № 40 (1964) — картина В. Серова «Девочка с персиками», производство карандашей, щуки, полимер эпоксидной смолы
- № 41 (1965) — вибрация
- № 42 (1965) — тир, передвижные надувные дома, обработка древесины и изготовление горных лыж, пожарные, скульптор С. Т. Конёнков
- № 43 (1965) — ?
- № 44 (1965) — ?
- № 45 (1965) — ?
- № 46 (1965) — стробоскопическая лампа, птичка-кедровка, механическая игрушка, медуза линза
- № 47 (1966) — русский учёный Рихман, поведение растений, беспечность в лесу, фейерверк
- № 48 (1966) — мозаики, шлем «будёновки», еда китов, усы для насекомых
- № 49 (1966) — плазма, опреснение морской воды, легковые автомобили, ранцевый парашют
- № 51 (1966) — наука ходить в два раза быстрее, пушка, аэросани-амфибия, карандаш
- № 52 (1966) — Древний Рим, автомобили, исследование геологов под водой
- № 53 (1967) — работа диспетчера в аэропорту, ветеринарная больница в зоопарке, реставрация картин, спектакль в театре кукол
- № 54 (1967) — стеклодувы, советский пистолет ТТ, украинский умелец Н. Сядрист
- № 55 (1967) — световоды, находки из скифских курганов, Поллонорува, фокусник А. Акопян
- № 56 (1967) — камертонные часы, глаза стрекозы, инфракрасные лучи, погибшие герои на Смоленской земле
- № 57 (1967) — 50-летие Советской власти
- № 58 (1967) — октябрьские дни в Петрограде, Кремлёвские куранты, портрет на скале В. И. Ленина, ракетное оружие, станция «Венера-4»
- № 59 (1968) — велосипеды, дом-гнездо, художник Ф. П. Глебов, юные хоккеисты
- № 60 (1968) — путешествие в прошлое
- № 61 (1968) — бумеранг, синтезатор звука, искусственные алмазы, изобретатель циркового автомобиля Н. Ф. Мунгер
- № 62 (1968) — капля воды из струйки, сталактитовые пещеры, росянка, озеро Байкал
- № 63 (1968) — вертолёт Ка-26, поющая гора в Казахстане, древнегреческие статуи, оса-аммофила
- № 64 (1968) — соревнования юных авиамоделистов, путь воды из водохранилища в наш дом, муравьиный лев, мастера Гусь-Хрустального
- № 65 (1969) — Матулич, коньки, выставка технического творчества, морское дно
- № 66 (1969) — Брестская крепость, Беловежская пуща, ураганы, балетный костюм
- № 67 (1969) — простые люди в Египте, ткацкая машина, Колорадский жук, художник В. Б. Трофимов
- № 68 (1969) — замороженный магнит, белокровка, шаропоезд, грим
- № 69 (1969) — Ленин
- № 70 (1969) — музей оружия в Ленинграде, биокибернетика, футбол, музей чертей в Каунасе
- № 71 (1970) — железная дорога юных техников Таганрога, стайные рыбы, красивые крылья у бабочек, замок в Будапеште
- № 72 (1970) — сигнал SOS, старинные самовары, новая машина «Шнекоход», радиоспектакли
- № 73 (1970) — Останкинская телебашня, герой Советского Союза Е. Руднева, дом Английского подворья, Москва утренняя
- № 74 (1970) — азбука, загадка каменной природы, часы, обезьянка Лори
- № 75 (1970) — варка стали, охрана полей от птиц, изготовление бумажного пакета с молоком, краски в зелёном листе
- № 76 (1970) — прокат стали, ветер в куликах, барашек у Мэри, собачья школа
- № 77 (1971) — вертолёт МИ-8, необычная летопись, улитка, человек под водой
- № 78 (1971) — победившая Голиафа, лиановый мост, Витина планета, беличий остров
- № 79 (1971) — аэродинамическая труба, сухой лист, растение и цвет, рисунки
- № 80 (1971) — ?
- № 81 (1971) — выставка школьного оборудования, деление растительной клетки, остров Цейлон, механизм у птиц
- № 82 (1971) — Калининградская станция юных техников, приборы погоды, Кронштадтский дом, газотурбоход «Буревестник»
- № 83 (1972) — дети и природа, живое серебро, лесная аптека, модель
- № 84 (1972) — ?
- № 85 (1972) — вибрация, термиты-архитекторы, Сормович, автограф на камне, три брата
- № 86 (1972) — первый советский герб, единые энергетические системы, порт гражданской авиации, ретрансляционные линии телевидения
- № 87 (1972) — героическое прошлое Севастополя, выставка детского технического творчества, 15-летние художники из Самарканда, соревнования парашютистов
- № 88 (1972) — собор Нотр-Дам, изобретатели кино, космодром, Тульские пряники
- № 89 (1973) — невидимые линии, птица-муравьед, храм огнепоклонников, книжка-малютка, чудеса в портфеле
- № 90 (1973) — игрушка 72, города будущего, барометр, ледовая яхта
- № 91 (1973) — лазер и алмаз, наш календарь, рост движение растений, автомобиль для тебя
- № 92 (1973) — путешествие в микромир, вес земли, лесной хлеб, Мцхета
- № 93 (1973) — ?
- № 94 (1973) — ?
- № 95 (1974) — термометр-гигант, животный и растительный мир пустыни, лаборатория светотехники, древнее самобытное искусство
- № 96 (1974) — ключ, успешный опыт с телеграфом, ключ к автоматам, музыкальный ключ
- № 97 (1974) — лазер и алмаз, робот учится думать, странствующие материки, необыкновенный парад
- № 98 (1974) — растворение, как лечат книги, солнечный камень, танец фламинго
- № 99 (1974) — лампа-солнце, реставрация, дрожжи, конкур
- № 100 (1974) — Артек, мел, тройное сальто, манипулятор, попробуй достань
- № 101 (1975) — оборона Ленинграда и Дорога жизни, личинка стрекозы, вещество агар-агар, мастер-камнерез В. Коноваленко
- № 102 (1975) — ход войны, знаменитая Катюша, маршал авиации А. И. Покрышкин, памятники
- № 103 (1975) — электронный архитектор, импринтинг, физика в цирке, балянус
- № 104 (1975) — наши друзья, на парашюте сверху вниз, Запорожцы, возвращение овцебыка
- № 105 (1975) — памятник тысячелетия России, рубин, спасает плотик, оловянное войско
- № 106 (1975) — электричество из огня, живородящие растение, полёт насекомых, виндсёрфинг
- № 107 (1976) — кинескопы, пресноводная улитка, новый самолёт АН-30, спортивный автомобиль багги
- № 108 (1976) — пятилетки, Байкало-Амурская магистраль, искусственные кристаллы, автоматическое производство лампочек
- № 109 (1976) — кунсткамера, сплав никелид, новая теплица, интроцикл
- № 110 (1976) — история изобретения стекла, машина для спиливания деревьев в лесу, художник-маринист И. К. Айвазовский, прыжки на батуте
- № 111 (1976) — самшит, тиляпия, храм Тиридата I, прыжки с шестом
- № 112 (1976) — булыжник, родственница промокашки, эффект мяу-мяу, истребитель
- № 113 (1977) — старинный замок на озере Гильве в Литве, природа миражей, поведение ворон, четвёрка истребителей
- № 114 (1977) — железо кусает богатырь, операции под микроскопом, фигурки из фарфора, песня сверчка
- № 115 (1977) — трубопровод, фонтан-гейзер, лучи Рентгена, взаимоотношения людей и оленей, загадочные картинки
- № 116 (1977) — первая годовщина Октябрьской революции, скульптор Мухина, кремлёвские звёзды, салют, световое табло
- № 117 (1977) — подвиги и гибель советского разведчика Н. Кузнецова, Ленинградские разводные мосты, машина для чистки гречневой крупы, мультипликатор-кукловод
- № 118 (1977) — Николай Кибальчич, Бентос, шмелиная матка, диорама
- № 119 (1978) — самый большой телескоп, картина художника Богданова-Бельского «Устный счёт», тепловизор, язык лошадей
- № 120 (1978) — подземный огонь, олимпийский огонь, дружество огня с красками, вечный огонь
- № 121 (1978) — цветные камни, герой Александрийский, мишка-олимпиец, изобретатель А. Г. Пресняков
- № 122 (1978) — карта морского дна, надувные дома, книгохранилище «Матенадаран» в Армении, маленькая обезьянка саймири по кличке Джуди
- № 123 (1978) — роторный экскаватор, старинная аптека во Львове, необычная дамба, картина В. Поленова «Московский дворик»
- № 124 (1978) — орден Красного знамени, автоматический робот-штамповщик, Аничков мост в Ленинграде и скульптуры Клодта, эксперименты с черепахой
- № 125 (1979) — немецкий учёный Лихтенберг — создатель электрографии, работа В. Маяковского в «Окнах роста», ёлочные украшения, маленькие хорьки
- № 126 (1979) — натуралисты села Желанное Рязанской области, жилище первобытных людей, сделанное из костей мамонта, таракан блаберус
- № 127 (1979) — новейшие достижения электронной техники, картина Репина «Не ждали», разрушительная сила природы, разгадка удивительных свойств африканской рыбки
- № 128 (1979) — сверхскоростная съёмка, низкий старт, католет, генреки
- № 129 (1979) — сельскохозяйственная машина для сева, Новоафонская пещера, картина Решетникова «Опять двойка», паровые часы в Ванкувере
- № 130 (1979) — Одесские катакомбы, порт Восточный, водоросль стратоносток, тройное сальто, ребусы
- № 131 (1980) — торговые корабли во Владивостоке, ферромагнитная жидкость, модель катамарана, разные породы кур
- № 132 (1980) — необычный поезд, художник В. А. Серов, грибы, яхты навстречу ветру
- № 133 (1980) — молодой архитектор А. Лазарев, фотофазовый эффект, цветные стёкла для мозаик, летчики гражданской авиации
- № 134 (1980) — автоматическая линия, древние египтяне, новый спортивный парашют «летающее крыло», кошка выкормила маленьких соболят
- № 135 (1980) — Днепрогэс, детсад для лосят, трамвай вверх колёсами, гекконы
- № 136 (1980) — Малахов курган в Севастополе, разноцветные электрические лампочки, кокосовая пальма, уголок Дурова
- № 137 (1981) — необыкновенное дерево в Сочи, буксир «Ягуар», автомат для литья форм, пруд и его обитатели
- № 138 (1981) — Серпуховской синхрофозатрон, терменвокс, туго натянутая нить, царство речного рака
- № 139 (1981) — творцы почвы, эффект вихревых колец, фаюмские портреты, тупайя
- № 140 (1981) — уникальная фотография Сатурна, порошковая металлургия, мобильный автономный робот Мар-1, Батумский дельфинарий, технический прогресс
- № 141 (1981) — полное солнечное затмение, цветок виктория-регия, картина художника Поттера «Наказание охотника», гоночный автомобиль
- № 142 (1981) — радиотелескопическая антенна, грибы-миксомицеты, учёный Бенардос, взаимоотношение людей
- № 143 (1982) — пионерский марш «Взвейтесь кострами», яйцевой зуб, модель образования ураганов, самодельные игрушки
- № 144 (1982) — первый парад пионеров, возраст старых деревьев, линогравюра, сеноставки
- № 145 (1982) — шестиногий робот, наскальное изображение в Саянском ущелье, картина И. Айвазовского «Бриг „Меркурий“ после победы», машина, разбивающая скалу
- № 146 (1982) — силуэтный портрет в начале XIX века, модель самолёта студентов МАИ, летучая собака, горнолыжная школа
- № 147 (1982) — эмблема «Серп и молот», «Золотые ворота» в Киеве, муравьи-жнецы, необычные колеса
- № 148 (1982) — сложные слова и то, что ими называют: самосвалы, дендрометрия, линогравюра, сеноставки
- № 149 (1983) — написание книг чернилами, Тимирязев и жизнь растений, порода собак — борзые, лики из ореховой скорлупы
- № 150 (1983) — электронный микроскоп, царь-пушка, картина В. Г. Перова «Тройка», Дятел-Тяпа
- № 151 (1983) — подпольная типография, видимый звук, сибирский углозуб, Московский театр теней
- № 152 (1983) — художник М. Б. Греков, эффект Ребиндера, автопарк Ю. М. Михайлова, белая ворона
- № 153 (1983) — брат Ленина А. Ульянов, живые кристаллы, необычный верхолаз, движение растений
- № 154 (1983) — памятник революции 1905 года, микробы-рудокопы, амфибия, воздушный мотоцикл
- № 155 (1984) — Шаболовская башня, каслинские подмастерья, художник-анималист В. М. Смирин, гармоники и гармошки
- № 156 (1984) — художник-стеклодув А. О. Зель, парашютисты, гальванопластика, космический полёт обезьян Биона и Абрека
- № 157 (1984) — комета Галлея, родословная карандаша, зоолог Орлов, «золотой человек» казанских археологов
- № 158 (1984) — Сапун-гора, катализаторы, музей «Домик станционного смотрителя», поведение рыб
- № 159 (1984) — плакаты на фарфоре, щит Ленинграда, Дмитрий Иванович и Людмила, Бармалеева улица
- № 160 (1984) — камера-обскура, новые конструкции ветроколёс, веломобиль, безрогие козы
- № 161 (1985) — Венера, экзотические рыбы, бесшарнирные роботы, почтальон В. В. Брезгунов
- № 162 (1985) — Евгений Шукаев, винты, карликовые деревья, люминесцентный театр
- № 163 (1985) — трамвайный парк, рыбки-петушки, подковы для лошадей, художник Арчимбольдо
- № 164 (1985) — новое вещество для ускорения потока жидкости, львы во Львове, осьминог, часы для художника В. Г. Малафеева
- № 165 (1985) — квазарах, экструзия, пони, хоромы из соломы
- № 166 (1985) — юные археологи, водный мотоцикл, вода для Гадкого утёнка, турбины для солнца
- № 167 (1986) — скважина на Кольском полуострове, миноги, корабли в бутылках, трубопроводный транспорт
- № 168 (1986) — ферма латвийского колхоза Адажи, рояль, комнатные летающие модели, карликовый бегемот
- № 169 (1986) — свойства рыбьей чешуи, кондитерская фабрика, землетрясение, солдатики художника П. Космолинского
- № 170 (1986) — выращивание кристаллов при помощи лазерного луча, учёные палеонтологии НИИ, матрёшка, морские львы
- № 171 (1986) — электронный реставратор, инкубатор для редких птиц, выставка «Замок и ключ», Ленинградская школа собаководства
- № 172 (1986) — история песни «Гулял по Уралу Чапаев-герой», экотрон, порошок для раскалывания каменных глыб, загадка редких кактусов
- № 173 (1987) — солнечная печь, греческие вазы, выхухоль, марш «Прощание славянки»
- № 174 (1987) — воздушные подушки, экслибрисы, конкурсы канареек, история автомобиля
- № 175 (1987) — памятник героизма и дружбы, искусственное солнце, паук сольпуга-фаланга, игрушки из бумаги и дерева
- № 176 (1987) — учёба Ломоносова, чтение книг учёными-лесоводами, 300 бабочек в коллекции у А. М. Соколова, метлоход и щёткомобиль А. Г. Григорьева
- № 177 (1987) — орлята-чапаята, растение хлорелла, поющее дерево — ксилофон, пчёлы
- № 178 (1987) — картина Г. Г. Чернецова «Парад на Марсовом поле», очищение поверхности без мыла и порошка, шелкопряды, тайна происхождения янтаря
- № 179 (1988) — Сухаревская башня, полицвет, дракончик-геккон, книжки-малышки
- № 180 (1988) — кавалер-девица Н. Дурова, микроавтомобиль-карт, верблюд, работы П. Зальцмана
- № 181 (1988) — космические зонды, тройка, автоматический пошив рубашки, мастер С. Микульский
- № 182 (1988) — зоопарки, тритоны, скульптуры, глаза кошки
- № 183 (1988) — древние славянские изваяния, музыкальный компьютер, манулы, популяция кристаллов
- № 184 (1988) — старинная водяная мельница, рододендроны, штормглас, выставка пресмыкающихся и ядовитых животных
- № 185 (1989) — инерциоиды профессора Н. В. Гулиа, химические качели, богатство подводного мира для человека, пресноводные дельфины
- № 186 (1989) — архитектурный макет, портрет кисти художника Тропинина, жирафик, закон о правильных телах
- № 187 (1989) — механический лектор, плавающий зал для тренировки космонавтов, гравюры, нулевой меридиан
- № 188 (1989) — создатель театра «Артемон» А. Тетерин, стадион «Динамо», эскимосские собаки, гостиницы для кошек в Англии
- № 189 (1989) — 150-летие фотографии, музей народных инструментов в Каунасе, старинное пианино, глиняные свистульки
- № 190 (1989) — куры необычных пород, сельский священник, чукотские мастера резьбы из кости, полёт на лыжах
- № 191 (1990) — лыжи, барокамера, палатка, «Макдональдс» в Канаде и в СССР
- № 192 (1990) — винтовые механизмы, пептид, выставка кошек в Вене, звукозаписывающие устройства
- № 193 (1990) — рождение автомобиля, слоники, нэцке, планеры
- № 194 (1990) — бегемоты, Сибирский мрамор, художник Левицкая, штат Аляски Каму
- № 195 (1990) — яйцо, дерево скиния, храмы и их реставрация, история одного дома
- № 196 (1990) — кен-до, скульптурные фигуры, дом-музей Н. И. Пирогова
- № 197 (1990) — фейерверки, приземление космонавта, самолёты, праздники Чукотки
- № 198 (1991) — куклы марионетки, машины пневмовездеходы, инфракрасный локатор, глиняная игрушка
- № 199 (1991) — рисунки Ф. И. Шаляпина, плетение кружев, медрес в Самарканде, выставка-ярмарка церковных колоколов в Москве
- № 200 (1991) — юбилейный выпуск
- № 201 (1991) — росписи гробниц фараонов, собрание изразцов и каминов в музее «Коломенское», складывание фигурок из бумаги, Центр изготовления каменных ваз в Колывани на Алтае
- № 202 (1991) — старинные ордена Андрея Первозванного и Святой Екатерины, мороженое, древние языческие храмы, молодой пингвинёнок в Клайпедском зоопарке
- № 203 (1991) — грим, роль и художественное осмысление освещения в театре, балетные туфельки пуанты, театральный оркестр
- № 204 (1991) — художник Н. Блинов, производство электролампочек, самые обыкновенные камни, технические ухищрения наших предков
- № 205 (1992) — граф Алексей Орлов и орловские рысаки, Московский ипподром, конноспортивная школа ЦСКА, мастер резьбы по дереву
- № 206 (1992) — коллекция земских марок, музей под открытым небом, лебеди, ледяной дворец Анны Иоанновны
- № 207 (1992) — знакомство детей с компьютером, судьба ангелов, граф Бернадот и его «Сад для всех», компьютеризированное производство обуви
- № 208 (1992) — Сергий Радонежский, разнообразие звуковых комбинаций, производство ластиков, петербургский художник Э. Берсудский и его театр
- № 209 (1992) — современные воздушные шары, московский военно-исторический клуб, развитие науки этнографии, маленькие лошадки пони
- № 210 (1992) — первая русская азбука, санки, коллекция фигурок солдатиков, язык цветов
- № 211 (1992) — исследование подводного мира, фирма грамзаписи «Мелодия», создание Медного всадника, моделирование старых автомобилей
- № 212 (1992) — люстра Большого театра, квадрига Большого театра, театр Куклачёва «Кошкин дом», «Театр Лабиринт»
- № 213 (1992) — происхождение золотых рыбок, два перстня А. С. Пушкина, домашняя коллекция кактусов, приливы и отливы Белого моря
- № 214 (1992) — игровой выпуск
- № 215 (1993) — тренажёр стыковочного устройства, спецгидрокостюм, специальная космическая дезинфекция, технология приземления спускаемого аппарата
- № 216 (1993) — редкая монета, бумажный пакет для молочных продуктов, усы для осязания у разных животных, кукла Артюша из театра «Би-Ба-Бо»
- № 217 (1993) — порода ездовых собак на севере, возникновение обычных лыж, воздушные шары, гусли
- № 218 (1993) — чемпион по фигурному катанию Н. Панин, летающая модель, история исследования картины, езда в тундре
- № 219 (1993) — химический элемент фтор, самоварное дело, сивучи на Дальнем Востоке, изобретение автомобильных очистителей
- № 220 (1993) — старинные заводные куклы С. Образцова, «негасимые» спички, золотое шитьё, рождение у белой медведицы четырёх близнецов
- № 221 (1993) — Книга рекордов Гиннесса
- № 222 (1993) — модель Триумфального Столпа, необычный робот, портрет Ф. И. Шаляпина кисти художника Б. М. Кустодиева, древесная лягушка квакша
- № 223 (1993) — самолёт на воздушной подушке, гравюры Г. Доре, попкорн и его приготовление, бобёр-строитель
- № 224 (1994) — термоядерные реакции на солнце, два портрета А. С. Пушкина, комариные личинки, действующий макет космодрома
- № 225 (1994) — выставка «Мир и образы детства XXI века», опыт английского физика, Иволгинский Буддийский монастырь, водяной скорпион
- № 226 (1994) — страшные маски для съёмок фильмов ужасов, гладыш, тренировки космонавтов в невесомости, история звукозаписи
- № 227 (1994) — 250-летие путешествия Беринга и Чирикова через Берингов пролив, сверхпрочное стекло, наяды, оригами
- № 228 (1994) — творчество Галины Заходер, беда на озоновые дыры, стендовая стрельба, белуха Егор
- № 229 (1994) — фотоаппарат полароид, лошадиная сила, жук-скрипун, творчество художника-керамиста Ю. И. Петлиной
- № 230 (1994) — американская выставка динозавров в парке «Сокольники», химический элемент фосфор, выступление морских львов, чудо-часы «Храм славы»
- № 231 (1994) — птичье царство на Гавриловских островах Баренцева моря, московская река Неглинка, археологические раскопки на Чукотке, выставка работ Б. Мессерера
- № 232 (1995) — американские бизоны, жук-скарабей, пшеничный стебель, картины и павлины художника Э. Дробицкого
- № 233 (1995) — свойства никель-титанового сплава, древнеегипетские и древнегреческие сфинксы, лесной жучок-наездник и гусеницы, китайские бумажные фонарики
- № 234 (1995) — история возникновения российского герба, бумеранг, построения рамочного улья пчеловода П. Протоповича
- № 235 (1995) — штамповка с помощью направленного взрыва, новые стойкие и яркие краски, тропические орхидеи, врождённый инстинкт следования
- № 236 (1995) — подлинность картины Фирсова «Юный живописец», сверхчистые дрожжи в космосе, ручной гепард, волынка московского мастера
- № 237 (1995) — декалькомания, гусеничный ход Джона Гиткота (John Heathcote), модели кораблей в бутылках В. Трегубова, аджилити
- № 238 (1995) — райка, специальный костюм лётчика, восковые скульптуры, необыкновенные жильцы в одной из московских квартир
- № 239 (1995) — династия «Витязей», юные авиамоделисты, пеликаны и бакланы, городки
- № 240 (1996) — спички, участие автомобилей в гонках на выживание, наскальные рисунки
- № 241 (1996) — сусальное золото, журавли, работа ребят-судомоделистов, гейзеры Камчатки
- № 242 (1996) — ?
- № 243 (1996) — открытие Всемирных юношеских игр в Москве, кружева, химический элемент углерод, кантель
- № 244 (2000) — Почему летают птицы?
- № 245 (2000) — Почему разные вещи называют словом «ключ»?
- № 246 (2000) — Есть ли часы, которые никогда не врут?
- № 247 (2001) — Почему рыжие коты ночью серые?
- № 248 (2001) — А рыбы точно не умеют говорить?
- № 249 (2001) — Почему стрелка компаса не показывает точно на север?
- № 250 (2001) — Зачем придумали зеркало?
- № 251 (2001) — Как были придуманы буквы?
- № 252 (2001) — Почему в разных странах Новый Год начинается в разное время?
- № 253 (2001) — Почему боятся чёрных кошек?
- № 254 (2001) — Почему у кипящего чайника подпрыгивает крышка?
- № 255 (2002) — Что значит поговорка «заруби себе на носу»?
- № 256 (2002) — Как появились деньги?
- № 257 (2002) — Откуда берутся сны?
- № 258 (2002) — Хочу всё знать о хищниках.
- № 259 (2002) — А водятся ли сейчас драконы?
- № 260 (2002) — Чем можно разрезать стекло?
- № 261 (2002) — Кто придумал этот суп?
- № 262 (2002) — Кто придумал уколы?
- № 263 (2002) — Как моряки находят дорогу в море?
- № 264 (2002) — Откуда берётся снег?
- № 265 (2003) — Что такое огонь и почему он горит?
- № 266 (2003) — Где находится «край света»?
- № 267 (2003) — Может ли человек поднять вес в сто пудов?
- № 268 (2003) — Может ли дерево убить человека?
- № 269 (2003) — Кто придумал журнал «Хочу всё знать»?
- № 270 (2003) — Кто больше — Мальчик-с-пальчик или Дюймовочка? Как делают стекло? Собирают ли мёд шмели?
- № 271 (2003) — Где живёт оса? Что такое «Весёлый Роджер»? Что такое голография?
- № 272 (2003) — Куда исчезает мусор? Кто придумал жвачку? Почему поют птицы?
- № 273 (2003) — Что такое оригами? Кто придумал рентген? Где зимуют раки?
- № 274 (2003) — Каким будет топливо в будущем? Вреден ли кофе? Как делают ёлочные игрушки?
- № 275 (2004) — Кто рисует на подносах? Есть ли родственники у растений? Что такое килт?
- № 276 (2004) — Кто придумал лифт? Как делают хлеб? Как появился футбол?
- № 277 (2004) — Кто придумал телескоп? Синим по белому. Тише едешь…
- № 278 (2004) — Полтора века в моде. Что такое «галиматья»? Золотые ключики.
- № 279 (2004) — Шарики-ролики. Икона «Троица» Андрея Рублёва. Горбатое совершенство пустыни.
- № 280 (2004) — Погода на планетах. Звезда бамбукового леса. Пускать пыль в глаза…
- № 281 (2004) — Крылатый змей. Первый блин комом… Папские петухи
- № 282 (2004) — Тайна куста с барашками. Не в бровь, а в глаз… Всадники
- № 283 (2004) — Загадочная басня. Музей компьютеров. Чем гордится серая жаба?
- № 284 (2004) — Железное ремесло. История чая. Мы — лопоухие
- № 285 (2005) — Кто придумал ленточный конвейер? Что помогает птицам парить в небе? Прогноз погоды
- № 286 (2005) — Почему собачий нос всегда мокрый? Как создаётся витраж? Одежда для открытого космоса
- № 287 (2005) — Звериный взгляд на мир. Лаковая краса Федоскино. О гербах и геральдике
- № 288 (2005) — Что изучает наука палеонтология? Легко ли служить в президентском полку? Осторожно! Погружение!
- № 289 (2005) — Колючий обитатель пустыни. Реставрация — дело тонкое. Как управлять парапланом?
- № 290 (2005) — Почему пингвины не летают? Секрет бумеранга. Кто пишет компьютерные игры?
- № 291 (2005) — Чем отличается ворон от вороны? Ювелирных дел мастера. Лови волну. Секрет сёрферов
- № 292 (2005) — На просторах саванн. Братство непробиваемых. Огненные потешки
- № 293 (2005) — Что такое силуэт? Чудесный перезвон. Почти неземные пейзажи
- № 294 (2005) — Озеро Байкал. Украшения из бисера. Что такое картинг?
- № 295 (2006) — Уральский хребет — граница между Европой и Азией. Когда и зачем появились первые аптеки? Мастерство дрессуры
- № 296 (2006) — Падающая вода. Живая кукла. Рыцари на мотоциклах
- № 297 (2006) — Кижи — музей под открытым небом. Да будет свет! Лучшее лекарство от скуки
- № 298 (2006) — Ботанический сад. Чем отличаются сталактиты от сталагмитов? Кёрлинг — зимнее развлечение шотландцев
- № 299 (2006) — Удивительный дворец. Нелёгкая работа лесничих. Очень древний вид искусства
- № 300 (2006) — Где находится памятник тысячелетию Руси? Язык цветов. Что означает слово «почта»?
- № 301 (2006) — Где берёт начало Москва-река? И комуз, и дрымба. Каменное кружево
- № 302 (2006) — Кто такой DJ? Огнеборцы. Алтай — золотой край
- № 303 (2006) — Голубые глаза Карелии. Знаки на дорогах. Экскурсия в планетарий
- № 304 (2006) — Цитадель древнерусской крепости. Маленькое веретено. Защитная одежда
- № 305 (2007) — Почему белух называют морскими канарейками? Двухколёсный друг. Удивительный мир индийского танца
- № 306 (2007) — Артиллерия. Когда были изобретены пушки? Три четверти суши
- № 307 (2007) — Подводный ГНОМ. Каменные цветы. Танец на кончиках пальцев
- № 308 (2007) — Плавучий институт. Боевое искусство. Искусственный водоём
- № 309 (2007) — Большая берцовая кость Парижа. Грибное царство. Как отличить иллюзиониста от манипулятора?
- № 310 (2007) — Дерево в горшке. Ушки на макушке. Инструмент скоморохов
- № 311 (2007) — Маленькое пятнышко на карте. Живые камни. Когда и где был построен первый каменный театр?
- № 312 (2007) — Норвежские фьорды. Что такое ЗКП? Старинная венецианская монета, или газета
- № 313 (2007) — Слёзы морской богини. И цирюльники, и брадобреи. Подземка
- № 314 (2008) — Вольный город Псков. Всё дело в обжиге. Субмарина
- № 315 (2008) — Королевская гора. Высокое напряжение. Геликоптер
- № 316 (2008) — Первая библиотека. Где растёт «танцующий» лес? Что такое натюрморт? Что рисуют маринисты?
- № 317 (2008) — Какой музыкальный инструмент самый большой? Что такое первичный бульон? Интересно, а что «варит» сварщик?
- № 318 (2008) — Где холоднее — в Арктике или в Антарктике? Что такое гобелен? Химическая реакция
- № 319 (2008) — Когда был изобретён гончарный круг? Что такое акведук? Фаросский маяк — седьмое чудо света
- № 320 (2008) — Где и как образуются дюны? Чем мох отличается от лишайника? Зачем хлорируют воду?
- № 321 (2008) — Как возникают болота? Что такое золотое шитьё? Как называется самая маленькая республика?
- № 322 (2008) — Почему в Венеции дома стоят на сваях? Как давно существует гандбол? Что такое лакмус?
- № 323 (2008) — Что такое батискаф? Зачем люди строят теплицы? Колпак-шапито
- № 324 (2008) — Когда на Руси появились коклюшечные кружева? Чем опера отличается от оперетты? Что такое эндемики?
- № 325 (2008) — Может ли салат расти на грядках? Тундра — зона Вечной мерзлоты. Что такое шарманка?
- № 326 (2009) — Как создаются мультфильмы? Почему дирижёр стоит спиной к зрителям? Как живут оленеводы в тундре?
- № 327 (2009) — Что такое скалодром? Почему в фонтане вода бьет вверх? Что такое монорельс?
- № 328 (2009) — Какие деревья преобладают в дубравах? Кому нужны собаки-проводники? Что такое регата?
- № 329 (2009) — Что такое опыление? Когда были разработаны правила для хоккея на траве? Что такое граффити?
- № 330 (2009) — Почему бабочек называют чешуекрылыми? Что такое гусли? Зачем в лесу компас?
- № 331 (2009) — Когда и где появился брейк-данс? Что такое карвинг в кулинарии? Кто такие клоуны?
- № 332 (2009) — Что такое бодибилдинг? Что такое специи? Кто изобрел фортепиано?
- № 333 (2009) — Что такое боулинг? Как называется единственный в мире музей-ледокол? Что такое карта?
- № 334 (2009) — Что такое кинотеатр? Какой лед используют для изготовления ледяной скульптуры? Чем знамениты собаки Белка и Стрелка?
- № 335 (2009) — Кто такие кондитеры? Чему равен нанометр? Что такое каллиграфия?
- № 336 (2010) — Зачем нужны космические орбитальные станции? Когда люди стали ездить на собаках? Когда был основан Ростов Великий?

Перезапуск (с 2021)
- № 1 (2021) — Окажется ли вертолёт в другой части Земли, если он зависнет в воздухе на 12 часов? Сколько в мире денег? Почему в супермаркете нет окон?
- № 2 (2021) — Можно ли пройти все игры? Как попасть на Северный полюс?
- № 3 (2021) — Как появилась Сахара? Почему учёные часто ошибаются? Почему потолки белые?
- № 4 (2021) — Как еда превращается в энергию? Откуда у Сатурна кольца? Какая скорость у интернета?
- № 5 (2021) — Почему происходят приливы и отливы? Зачем нужен высокосный год? Почему турбулентность — это не страшно?
- № 6 (2021) — Как работает пожиратель железа? Почему бриллианты ничего не стоят? Почему птиц не бьёт током на проводах?
- № 7 (2021) — Зачем нужна Великая Китайская стена? Почему хамелеон меняет цвет? Существует ли Атлантида?
- № 8 (2021) — Почему люди бояться Бермудского треугольника? Как птицы ориентируются? Почему сигвей не падает?
- № 9 (2021) — ?
- № 10 (2021) — Почему в Индии и Китае так много людей? Почему «жи-ши» пишется через «и»? Кто придумывает правила русского языка? Что можно увидеть в телескоп?
- № 11 (2021) — ?
- № 12 (2021) — О муравейниках, футболе и профессиональных камерах.
- № 13 (2021) — Что видит лучше: профессиональная камера или человеческий глаз? Как устроен муравейник? Почему футбол настолько популярен?
- № 14 (2021) — Почему в рекламе всё кажется вкусным? Зачем нужно сдавать кровь? Что будет, если Земля остановится?
- № 15 (2021) — Насколько высокими мы можем стать? Что такое криптовалюта? Почему «Чёрный квадрат» Малевича — шедевр живописи?
- № 16 (2021) — Кто построил Стоунхендж? Может ли мочевой пузырь лопнуть? Почему мы все живём в прошлом?
- № 17 (2021) — Сколько на Земле воды? Без каких органов может жить человек? Чем эпидемия отличается от пандемии?
- № 18 (2021) — Что такое русская баня? О чём говорят кости? Почему казино всегда выигрывает?
- № 19 (2021) — Откуда берётся шёлк? Почему Байкал уникален? Почему нет лекарства от рака?
- № 20 (2021) — Почему в городе нужно ехать 60 километров в час? Что будет, когда Солнце погаснет? Как появляются вирусы?
- № 21 (2021) — ?
- № 22 (2021) — Почему попугаи разговаривают? Что такое огонь? Почему мы чихаем?
- № 23 (2021) — ?
- № 24 (2021) — Как отличить поддельную картину от оригинала? Из чего мы сделаны? Почему мы не чувствуем вращение Земли?
- № 25 (2021) — Можно ли пить воду из-под крана? Что такое невесомость? Можно ли увидеть звук?
- № 26 (2021) — Какие бывают взрывы? Что, если выйти из наркоза во время операции? Какие растения едят животных?
- № 27 (2021) — Откуда на нашей планете кислород? Как появились социальные сети? Не скучно ли рыбкам в аквариуме?
- № 28 (2021) — ?
- № 29 (2021) — Можно ли дрессировать насекомых? Почему у людей разный цвет кожи и разрез глаз? Что будет, если скинуть самую мощную атомную бомбу в жерло вулкана?
- № 30 (2021) — Откуда берётся пыль? Кто построил Пирамиды в Египте? Есть ли смысл в криозаморозке тела после смерти?
- № 31 (2021) — Почему люди любят шоколад? Почему мы толстеем? Как построить небоскрёб?
- № 32 (2021) — Можно ли поймать пулю? Почему в Азии едят палочками? Как появляются ураганы?
- № 33 (2021) — Как растут мышцы? Почему тают ледники? Правда ли, что кошки всегда падают на 4 лапы?
- № 34 (2021) — Как убивает почва? Почему днём не видно звёзды? Почему Москва белокаменная?
- № 35 (2021) — Что такое возобновляемая энергия? Почему пауки страшные? Где находится самое большое кладбище кораблей?
- № 36 (2021) — Сколько в мире языков? Что такое высший пилотаж? Почему Венецию построили на воде?
- № 37 (2021) — Правда ли, что тараканы могут выжить при ядерном взрыве? Что такое гомеопатия? Как потушить пожар огнём?
- № 38 (2021) — Откуда берётся роса? Как устроена подводная лодка? Можно ли создать костюм железного человека?
- № 39 (2021) — ?
- № 40 (2021) — Почему без соли невкусно? Почему люди больше не летают на Луну? Кто изобрёл велосипед?
- № 41 (2021) — Почему у младенцев голубые глаза? Какая толщина у стенки мыльного пузыря? Куда деть тело после смерти?
- № 42 (2021) — Как выглядят инопланетяне? Почему нельзя пересадить голову? Сколько стоит чашка чая?
- № 43 (2021) — Как сделать мумию? Сколько звёзд на небе? Как отличить фальшивые денежные купюры?
- № 44 (2021) — Как зарождалась жизнь? Почему дельфины спасают тонущих людей? Эволюция звука (носители звуковой информации).
- № 45 (2021) — Как делают деньги? Как сохранились старинные иконы Рублёва? Почему в России плохие дороги?
- № 46 (2021) — Зачем навозным жукам астрономия? Как работает мобильник. Какие бывают мосты?
- № 47 (2021) — Кто такой «большой брат»? Как рождаются самолёты? Почему мы пукаем?
- № 48 (2021) — Откуда берутся приметы? Зачем перерабатывать мусор? Почему буквы на клавиатуре расположены именно так?
- № 49 (2021) — Какие бывают батарейки? Почему голубь — летающая крыса? Кто живёт на дне Марианской впадины?
- № 50 (2021) — Почему трава зелёная, а вода голубая? Что такое аллергия? Как покорить Эверест?
- № 51 (2021) — Почему люди не летают? Что такое Северное сияние? Как появился Новый год в России?
- № 52 (2021) — Почему стекло прозрачное? Откуда берутся облака? Почему нельзя верить гороскопам?
- № 53 (2021) — Почему клоуны страшные? Что такое закон джунглей? Почему кофе — это он?
- № 54 (2021) — Почему наказания неэффективны при обучениях? Кто такой Дед Мороз? Какие часы самые точные?
- № 55 (2021) — Как создают мультики? Как работает кондиционер? Как работает воздушный карман?
- № 56 (2021) — Как устроен ядерный реактор? Как работает шумоизоляция? Как человек поёт?
- № 57 (2021) — Как рождается смех? Почему мы не можем жить вечно? Почему кино — это дорого?
- № 58 (2021) — Сколько стоит человек? Что такое пластик? Почему моча жёлтая?
- № 59 (2021) — Кто и как расследует преступления? Почему клей клеит? Почему болят зубы?
- № 60 (2021) — Что нам стоит дом построить? Откуда берётся лень? Почему собака — лучший друг человека?

Хочу всё знать. Твой путеводитель по ФинЗОЖ